# Rattachisme
Réunionisme

Drapeau de la France marqué en son centre du coq wallon utilisé par les partisans de la réunion de la Wallonie à la France.

Le rattachisme ou réunionisme est un courant politique prônant la réunion de la Wallonie (Région wallonne), éventuellement accompagnée de la Région de Bruxelles, à la France. Pour soutenir leur projet, ses partisans (appelés « rattachistes » ou « réunionistes ») soulignent notamment que les Wallons et les Français parlent la même langue, partagent la même culture, adhèrent aux mêmes valeurs et ont en commun la mentalité et les mœurs. En outre, ils mettent en évidence les avantages économiques, diplomatiques et militaires dont bénéficieraient la France et une Wallonie redevenue française. Concernant l'entité de Bruxelles, un statut particulier pourrait être octroyé afin de tenir compte de la présence de la minorité linguistique flamande ainsi que des institutions européennes.

## Nom
Le mot rattachisme est un belgicisme datant de 1830. Toutefois, ses partisans préfèrent le terme réunionisme car le territoire de la Wallonie a déjà été intégré au sein de la France au cours de son histoire, notamment entre 1795 et 1815 sous la Première Répubique et le Premier Empire. Une réunion de la Wallonie à la France correspondrait donc, selon leur point de vue irrédentiste, à une réunification française,.

## Objectifs

Carte de la France métropolitaine avec la Wallonie et Bruxelles intégrées comme régions françaises à part entière.

L'objectif du réunionisme est l'intégration de la Wallonie (éventuellement accompagnée de Bruxelles) au sein de la France, le cas échéant en prévoyant un statut particulier à discuter. Dans cette optique, il pourrait s'agir soit de faire de la Wallonie une région française à part entière (au même titre que la Normandie, la Provence, l'Occitanie, etc.), soit de l'intégrer avec des dispositions particulières comme pour l'Alsace-Moselle ou comme ce fut le cas pour les territoires français d'outre-mer avant 2003. À titre de comparaison, la taille de la population et le produit intérieur brut de la Wallonie sont comparables (légèrement supérieurs) à ceux de la Normandie. Par ailleurs, la Wallonie française disposerait d'un nombre de départements équivalent (5) à celui de la Normandie et du Pays de la Loire. En toute hypothèse, en tant que nouvelle région de France, la Wallonie ferait ainsi partie intégrante de la République, garderait Namur comme chef-lieu régional et serait composée de 5 départements correspondants aux 5 provinces wallonnes.
Pour ses partisans, une telle réunion permettrait à la population wallonne de préserver son niveau de vie en cas de scission de la Belgique, de protéger la langue française et le wallon (les régions françaises disposent de compétences en matière de valorisation des langues régionales, ce que ne permet pas le régime fédéral belge) et d'apporter à la Wallonie la protection d'une grande puissance internationale d'un point de vue diplomatique et militaire.
La France bénéficierait quant à elle d'une nouvelle région, agrandissant son territoire et sa population, et renforcerait son économie ainsi que son produit intérieur brut. Elle pourrait profiter notamment des infrastructures hydrauliques, aéroportuaires, routières, universitaires et de recherche scientifique que comptent la Wallonie. En outre, au niveau européen, cela aurait l'avantage de rééquilibrer le couple franco-allemand et de rapprocher la France des Pays-Bas. Enfin, une telle réunification française améliorerait l'image de la France et son prestige sur la scène internationale.

## Histoire

### Intégration de la Wallonie dans la France avant 1792

Les conquêtes des Francs de Clovis en Gaule, depuis le territoire de la Wallonie.

Dès le Ve siècle, le territoire de la Wallonie faisait partie du royaume des Francs, qui préfigure le royaume de France, établi dans le Nord de la Gaule Belgique jusqu’au Rhin. Tournai était considérée comme capitale du royaume jusqu’à ce que le roi Clovis lui préférât Paris en 508 pour sa position centrale en Gaule. Par ailleurs, les familles des Mérovingiens et des Carolingiens, qui sont les deux premières dynasties ayant régné en France au Haut Moyen-Âge, sont originaires de Wallonie puisque Clovis est né à Tournai, Pépin d’Herstal provient de la région liégeoise et Charles Martel est né à Andenne.
La Wallonie demeura intégrée dans les royaumes francs mérovingiens puis carolingiens jusqu’au partage du traité de Verdun en 843 entre les petits-fils de Charlemagne. Lors de ce traité, Tournai qui fut associée à la Francie occidentale et le reste du territoire wallon fut intégré dans la Lotharingie, au même titre que les régions françaises de Lorraine, d’Alsace, de Franche-Comté, de Provence et du pays lyonnais. Dans la Lotharingie, espace géographique défini par des frontières conventionnelles artificielles sur lequel cohabitaient des populations latines et germaniques de langues et cultures différentes, la Wallonie se trouvait au centre de rivalités et zones d’influences entre, d’une part, les rois de France et, d’autre part, l’Empereur du Saint-Empire germanique et les Hasbourg.
À partir du XIIIe siècle, le français remplace progressivement le latin comme langue officielle administrative et littéraire, notamment grâce au rayonnement intellectuel de Paris et aux foires de Champagne. Selon l'historien wallon Félix Rousseau, ce remplacement ce fit spontanément et sans réticence, car « sans aucune contrainte, de leur propre volonté, les Wallons sont entrés dans l’orbite de Paris, et, depuis sept siècles, avec une fidélité qui ne s’est jamais démentie, n’ont cessé de participer à la culture française ».
Au Moyen Âge, la ville de Tournai était considérée comme française : en 1429, Jeanne d'Arc s'adressait dans une lettre aux « loyaux Français de la ville de Tournay ». La ville fut brièvement occupée par les Anglais pendant la guerre de la Ligue de Cambrai avant d'être prise par Charles Quint en 1521 au début de la sixième guerre d'Italie. La ville redevint française en 1667 avant d'être cédée au Saint-Empire germanique lors des traités d'Utrecht de 1713.
Par ailleurs, dans le cadre de la politique des Réunions menée par Louis XIV, consistant à rattacher progressivement au royaume de France les territoires de l’ancienne Gaule romaine afin de consolider ses frontières, les armées royales françaises ont tenté à plusieurs reprises de réunir le territoire de la Wallonie actuelle à la France. Le sud de la Wallonie et le Luxembourg ont ainsi été rattachés à la France en 1684 dans le cadre de la guerre des Réunions opposant la France aux Provinces-Unies. Par ailleurs, la ville de Mons a été intégrée à la France de 1691 à 1697 et celle de Namur de 1692 à 1695. Les armées françaises crurent pouvoir réunir définitivement la Wallonie en 1746 pendant la guerre de Succession d'Autriche, après leurs victoires lors du siège de Tournai et aux batailles de Fontenoy, Rocourt et Lauffeld, après lesquelles la France conquit l'ensemble de la Wallonie et des Pays-Bas autrichiens jusqu'à Maastricht. Cependant, lors des négociations de paix d'Aix-la-Chapelle en 1748, le roi Louis XV, souhaitant traiter « en roi et non en marchand », renonça aux territoires conquis par ses troupes, ce qui a suscité de nombreuses protestations en France,,.

### Révolution française et période napoléonienne

#### Révolutions française, liégeoise et brabançonne

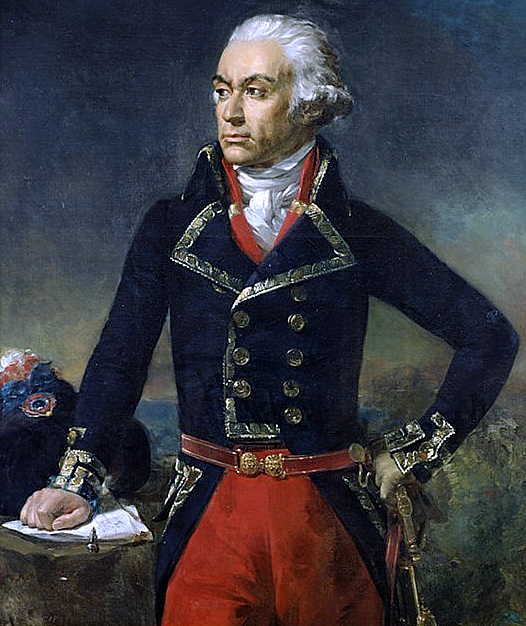
Le général Charles-François Dumouriez dont l'armée a libéré Liège des troupes du Saint-Empire germanique en 1792 et qui a déclaré que les Liégeois sont un peuple digne de la liberté et constituent une seconde nation française.

La Révolution liégeoise survenue à partir de 1789 est considérée par certains comme le reflet voire un épisode de la Révolution française. Elle aboutit à la réunion du pays de Liège à la République française en suite d'un plébiscite au suffrage universel lors duquel les Liégeois ont voté en faveur de la réunion à France. Le vote en faveur de la réunion à la France fut massif puisque sur 21 919 suffrages exprimés, on ne recensa que 92 votes négatifs. Le soutien à la réunion à la France était particulièrement fort chez les Franchimontois.
En 1792, les anciens Pays-Bas autrichiens et la principauté de Liège furent réunis à la France. La Convention proclama officiellement le rattachement de Liège à la France le 3 mai 1793.
Le général Dumouriez, après avoir infligé une défaite aux Impériaux lors de la bataille de Valmy et celle de Jemappes, entra dans Liège 28 novembre 1792. Il a témoigné à propos des Liégeois : « Un peuple spirituel, sensible et fier nous a reçus avec cette fraternité républicaine que notre exemple et nos victoires propageront bientôt dans toute l'Europe. Cette nation vraiment digne de la liberté est une seconde nation française ».
Au début de 1793, les autorités françaises décidèrent de réunir à leur tour le comté de Hainaut et le Tournaisis en un nouveau département français : le département de Jemmapes. La population de ce nouveau département fut invitée à voter en faveur de ce projet dans le cadre d'« assemblées primaires ».

Après un bref retour des Impériaux suivant la défaite du général Dumouriez à la bataille de Neerwinden, les troupes françaises dirigées par le général Jourdan revinrent victorieusement en 1794 après les victoires de Fleurus et Sprimont. Le territoire fut officiellement annexé à la République en octobre 1795. Il y eut peu de débats au sujet de cette annexion en Belgique. Seules quelques voix s'élevèrent pour défendre l'idée d'une éventuelle indépendance, mais la majorité de la population se rallia massivement à la décision de la Convention nationale.

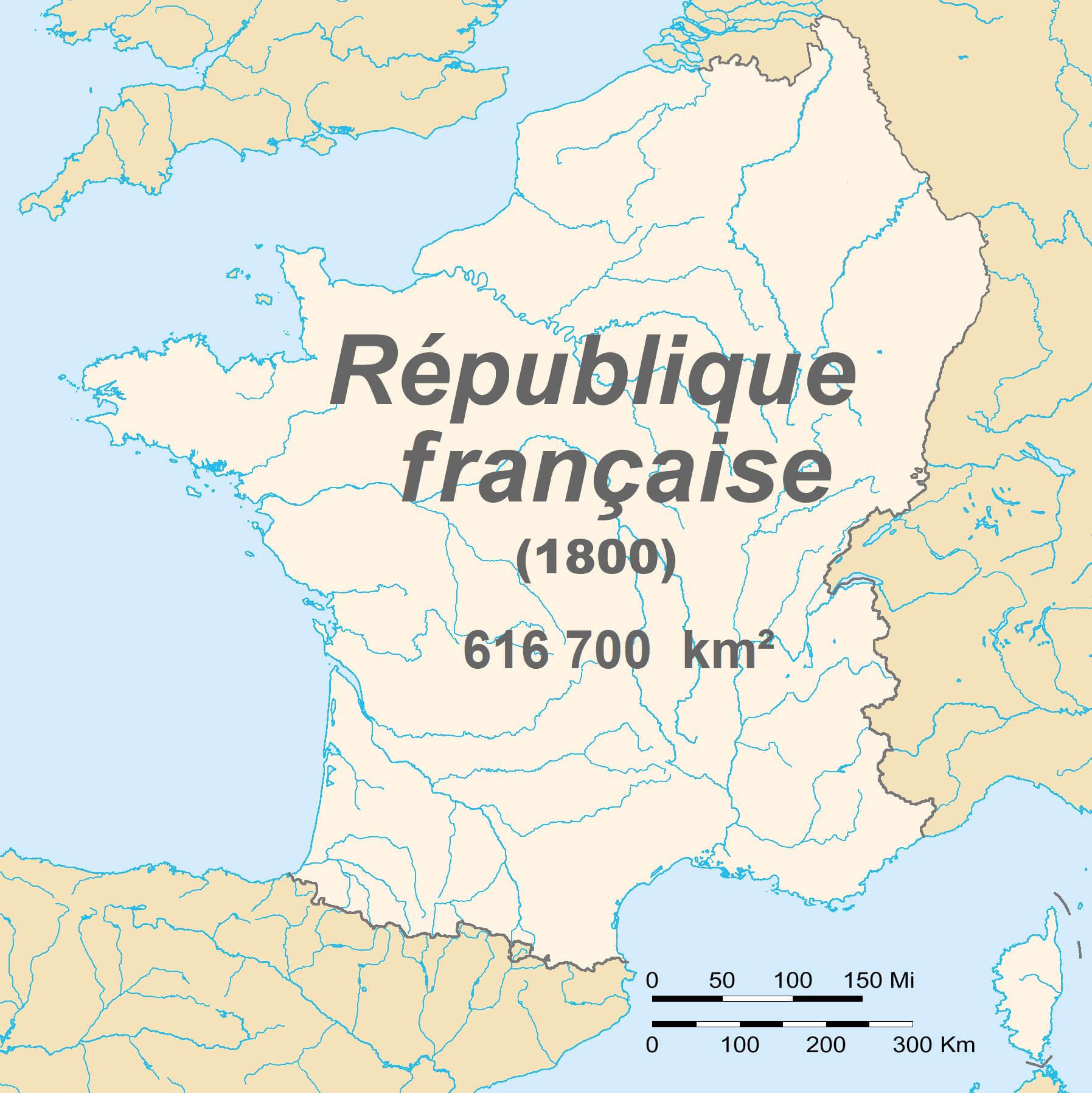
Carte de la première République française en 1800.

#### Intégration dans la République et l'Empire
Lors du traité de Campo-Formio du 18 octobre 1797 suivant la victoire de Napoléon Bonaparte à la bataille de Rivoli, François II, empereur du Saint-Empire, ancienne puissance souveraine, céda à perpétuité le territoire des Pays-Bas du sud à la France : « Les articles 3 et 4 du traité de Campo-Formio consacrèrent enfin, au point de vue international, la réunion de la Belgique à la France. Voici ces articles. Art. 3 - Sa Majesté l'Empereur, Roi de Hongrie et de Bohême, renonce pour elle et ses successeurs en faveur de la République française, à tous ses droits et titres sur les ci-devant provinces belgiques, connues sous le nom de Pays-Bas autrichiens. La République française possédera ces pays à perpétuité, en toute souveraineté et propriété, et avec tous les biens territoriaux qui en dépendent ».
Le 1er octobre 1795, les territoires des Pays-Bas autrichiens, de la principauté de Liège, de la principauté de Stavelot-Malmedy et du duché de Bouillon correspondants approximativement à la Wallonie actuelle furent organisés en cinq départements :

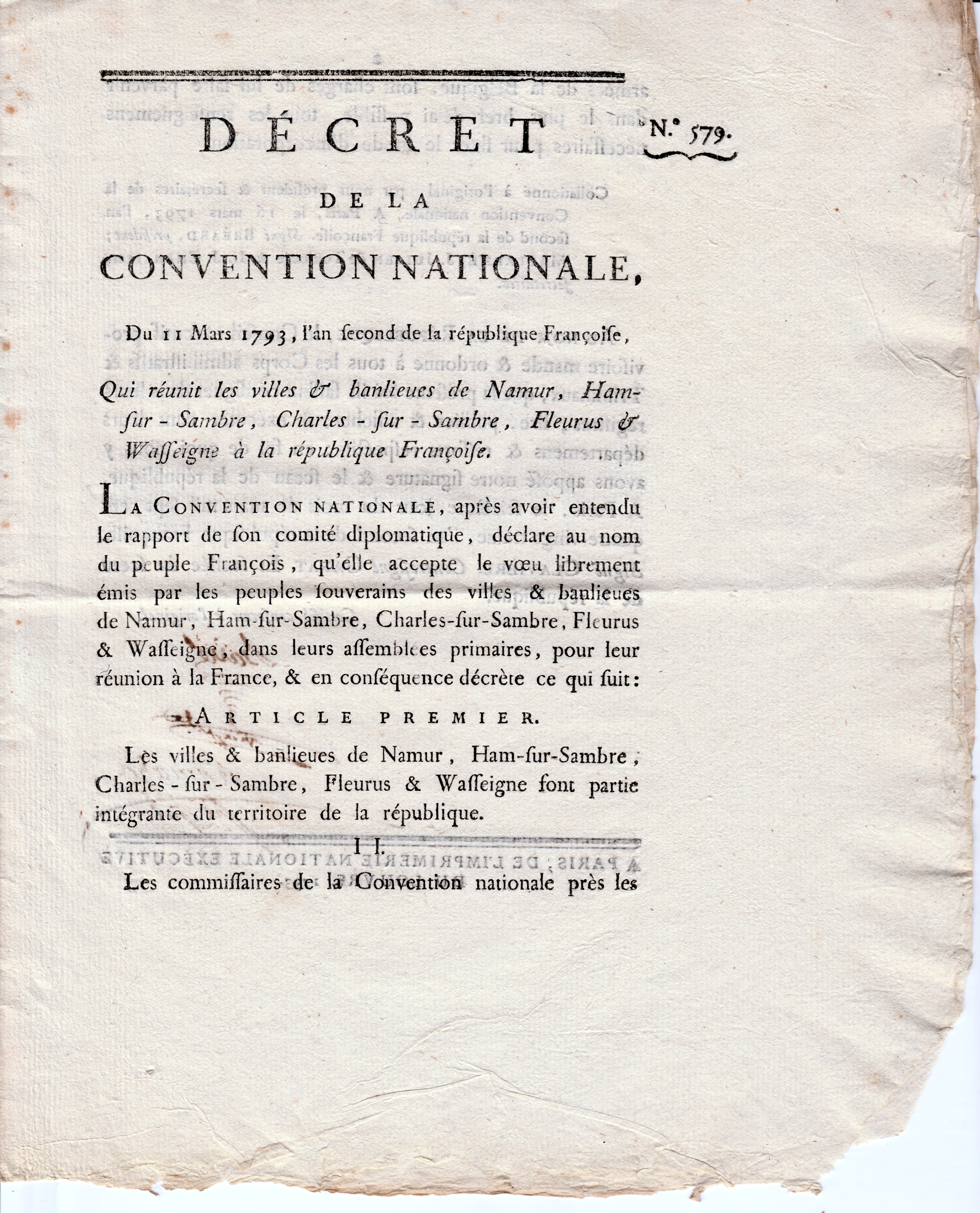
Décret N° 579 du 11 mars 1793 de la Convention nationale, qui réunit les villes et banlieues de Namur, Ham-sur-Sambre, Charles-sur-Sambre, Fleurus et Wasseiges à la République Française.

Plusieurs témoignages concordent pour indiquer que d'une manière générale, les populations des provinces wallonnes actuelles étaient favorables au régime français ou, à tout le moins, n'exprimaient pas d'hostilité à son égard, contrairement aux flamands et germanophones. Outre les demandes formelles de rattachement à la France exprimées par les habitants des villes de Liège, Mons et Charleroi lors de la Révolution, des déclarations confirment la volonté d'adhésion des Wallons à la France. En effet, en 1813, alors que le territoire de l'Empire français est menacé d'une invasion par les troupes coalisées après les revers des armées napoléoniennes en Espagne et en Russie, le préfet du département de l'Ourthe fait une distinction entre, d'une part, l'attitude des populations francophones des actuelles provinces de Namur, Hainaut et Liège favorables au régime français et, d'autre part, celle des populations flamandes et germanophones. Il rapporte que « les contrées entre Meuse et Rhin, la Belgique et la Hollande offrent de nombreux partisans et s'insurgeraient s'ils se croyaient réellement soutenus. Les seuls départements de l'Ourthe (la partie du Limbourg exceptée), de Sambre-et-Meuse et de Jemappes résisteraient plus longtemps. Je crois même qu'un assez bon nombre du premier marcherait contre l'ennemi si on le voyait franchir le Rhin » et que « les peuples qui ne parlent pas le français sont en général contre nous (...) les Flamands et les Allemands des départements réunis s'insurgeront dès que les ennemis auront passé le Rhin et gagneront du terrain ».
Cette divergence d'opinion entre francophones et flamands est confirmée par l'historien José Olcina qui indique que « tous les préfets en poste en Flandre furent amenés à signaler que leurs administrés ne se considéraient pas Français. Aucun de leurs collègues en fonction en Wallonie n'adressa de remarque similaire aux autorités de Paris ».
Le sentiment favorable à l'égard de la France, et singulièrement pour Napoléon, était particulièrement fort en pays de Liège. La population liégeoise fut massivement mobilisées pour saluer Napoléon lors de ses séjours à Liège, à la fois comme Premier consul et Empereur des Français. Des témoins rapportèrent que des Liégeois étaient agenouillés au passage de Napoléon, alors qu'il n'était que Premier Consul, en 1803. À l'occasion d'un rapport adressé à Napoléon sur la situation de la région en 1803, le général Lagrange souligne la mauvaise situation du faubourg d'Amercoeur, dévasté par les armées d'Autriche lors des guerres de la Révolution, précisant que « il faut le dire à la louange des Liégeois, à cette époque ils s’unirent à l’armée de Sambre-et-Meuse pour combattre et chasser les Autrichiens » et que « la ville de Liège renferme encore un restant de ses patriotes exagérés de 1792 ». Napoléon, touché par l'accueil des Liégeois et la destruction du quartier, a décidé de mobiliser un montant spécial pour financer la reconstruction du faubourg. Un tableau de Jean-Auguste Ingres, offert par Napoléon à la ville de Liège, illustre cette décision,.

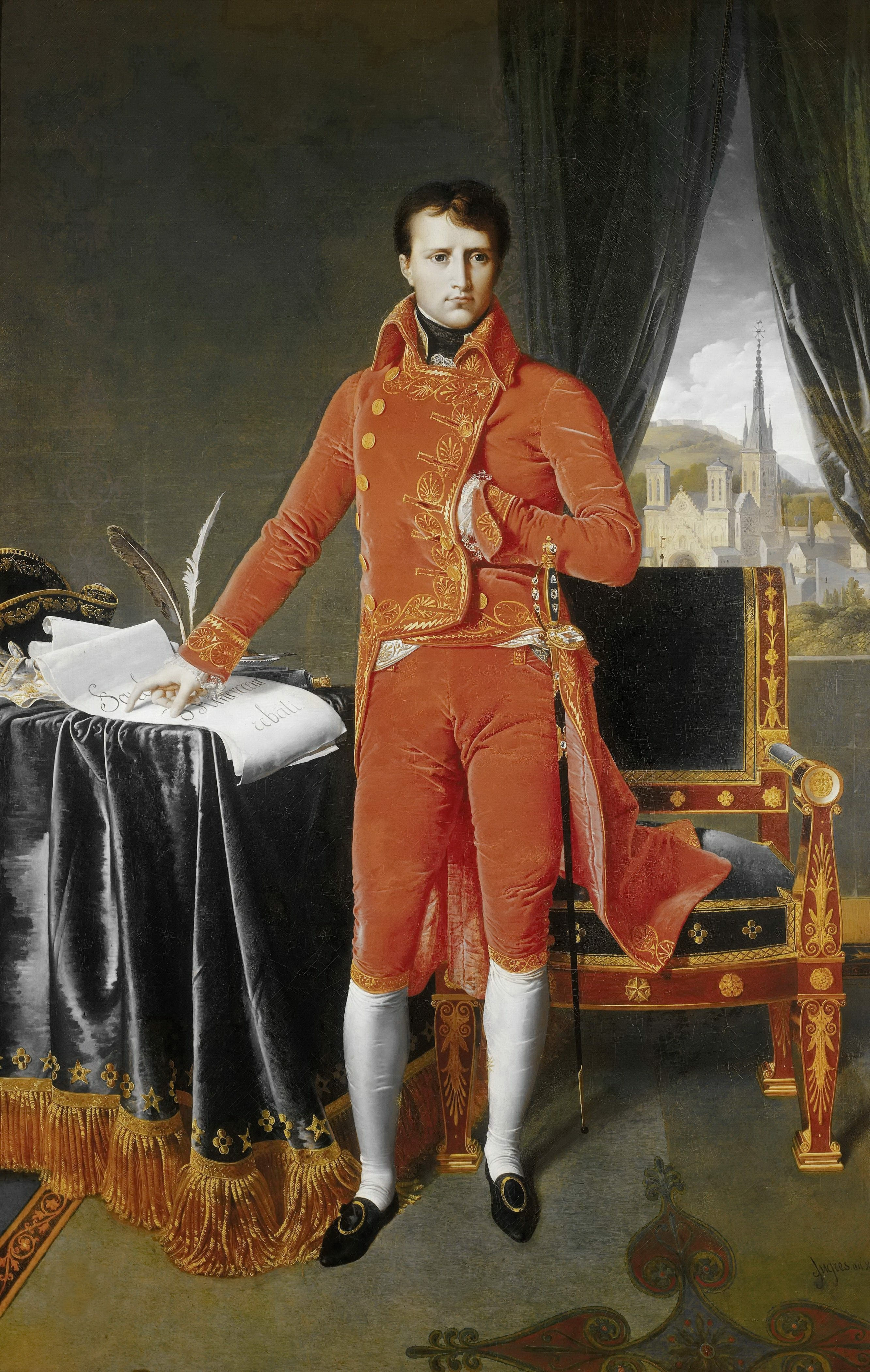
Portrait de Napoléon Bonaparte, Premier consul de la République française, à Liège. Il pointe un décret qu'il a signé nommé « Faubourg d'Amercœur rebâti » après sa destruction par les Autrichiens. Derrière Napoléon est représentée l'ancienne cathédrale Saint-Lambert pour symboliser l'apaisement voulu par Napoléon après les excès de la Révolution, particulièrement à l'égard de l'Église catholique.

L'historien wallon Félix Rousseau rapporte le témoignage du général Berton, commandant une brigade de dragons en 1815, à propos de l'attitude également très positive des Namurois vis-à-vis de l'armée française : « nous n'avions à parcourir qu'une contrée d'amis, l'accueil généreux de la ville de Namur ne sera jamais oublié par ceux qui en furent les témoins (...) nous ne saurions trop le répéter à la France : Namur a bien mérité de notre patrie ».
En 1814-1815, alors que le Congrès de Vienne discutait du sort de l'Europe en suite du départ de Napoléon, le « parti français » se fit entendre en Belgique. Il s'agissait principalement d'industriels, de commerçants, de fonctionnaires et d'anciens magistrats du régime napoléonien guidés tant par l'intérêt matériel que par le sentiment. Ils étaient principalement situés en province de Hainaut. Malgré ce soutien à la France d'une partie significative de la population et des acteurs économiques wallons, les grandes puissances conservatrices européennes décidèrent de rassembler la Belgique et les Pays-Bas dans le royaume uni des Pays-Bas.
Alors qu'il venait de reprendre le pouvoir en France lors de la période des Cent-Jours, des Wallons ont écrit anonyment à Napoléon, le 27 mars 1815, pour demander à être réunis à la France.
Le découpage territorial français en Wallonie est en grande partie conservé depuis et est à l'origine des cinq provinces wallonnes modernes : le Brabant wallon (partie méridionale de l'ancien département de la Dyle), le Hainaut, la province de Liège, le Luxembourg (partie occidentale de l'ancien département des Forêts) et la province de Namur.

### Révolution belge
Au moment de la révolution belge (1830), les partisans du rattachement à la France se firent entendre. Ce courant était relativement minoritaire, et principalement issu de la bourgeoisie marchande et industrielle et des régions économiquement tournées vers la France : Verviers, Liège et le Hainaut.
Au début de 1831, quatre journaux défendaient des positions réunionistes : Le Journal de Verviers (Verviers), Le Journal de la province de Liège (Liège), L'Industrie (Liège) et L'Éclaireur (Mons). À Verviers, les rattachistes étaient majoritaires. En effet, l'industrie drapière de cette ville aurait grandement profité de l'accès au marché français. À Liège, ils se limitaient à une partie de la bourgeoisie industrielle. À Mons, le courant rattachiste était également minoritaire (une pétition en faveur de la réunion à la France ne recueillit que deux à trois cents signatures pour une population de 23 000 habitants). En Hainaut, les rattachistes étaient principalement des industriels et des commerçants, en particulier des patrons charbonniers. Le rattachisme aurait également reçu quelques sympathies au Luxembourg. À Verviers et à Mons, les rattachistes s'organisent et sont majoritaires aux élections communales de 1830. À Liège et à Tournai, leur représentation est importante. Dans le reste du pays (Brabant wallon, Hesbaye, Namurois, Bruxelles, Flandre), le rattachisme était plutôt faible.
Les arguments des rattachistes sont principalement d'ordre économique. Les cercles industriels et commerçants ne croient en effet pas que la Belgique indépendante puisse être viable, la majorité d'entre eux souhaitent « conserver les liens avec le Royaume-Uni des Pays-Bas, tandis qu'une minorité d'entre eux veut retourner sous l'aile de la France ». Leur argument principal est que l'industrie d'une Belgique indépendante ne trouvera jamais de marchés suffisants pour ses produits. Le rattachement à la France est donc selon eux la meilleure solution pour préserver la prospérité du pays. Accessoirement, on trouve aussi des arguments politiques : les frontières naturelles de la France placent la Belgique en France ; la culture de la Belgique est française ; la Belgique indépendante n'est pas viable, vu sa division entre deux races. La francophilie, l'« amour de la langue et de la culture françaises ainsi que de l'État laïc », étaient également des moteurs du mouvement parmi l'élite wallonne.
Certains révolutionnaires belges, comme Surlet de Chokier, qui sera peu après régent du royaume de Belgique, se laisseront également convaincre par le rattachisme parce qu'ils pensaient que la Belgique indépendante serait impuissante face aux grandes puissances. Ils considéraient donc que le rattachement à la France serait inévitable à terme. On compte parmi les rattachistes des personnalités telles que Charles Rogier et Alexandre Gendebien.
A contrario, certains révolutionnaires, comme Joseph Lebeau, redoutaient que le rattachement à la France puisse conduire à une guerre européenne et rejetteront donc cette hypothèse. En effet, le rattachisme avait le désavantage d'être incompatible avec les intérêts des puissances européennes, qui étaient radicalement opposées au rattachement de la Belgique à la France. Néanmoins, l'immense majorité des meneurs de la révolution étaient conscients qu'en cas de guerre avec les puissances conservatrices, la Belgique n'aurait d'autre choix que de se tourner vers la France et peut-être de sacrifier son indépendance. Ils étaient également francophiles : ils appréciaient la culture française et étaient conscients que sans la France, la Sainte-Alliance aurait probablement mis fin à l'indépendance de la Belgique. Le rattachisme était donc vu avec une certaine sympathie par les membres du Congrès,. Par contre, l'Église catholique y était opposée, à cause de l'anticléricalisme qui régnait alors en France.

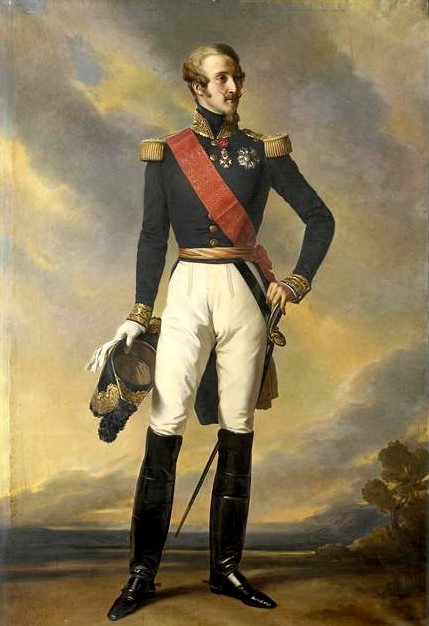
Louis d'Orléans, duc de Nemours, fils de Louis-Philippe I^{er}, roi des Français, qui fut choisi comme roi des Belges par le Congrès national.

Le 18 novembre 1830, au Congrès national, les rattachistes ne peuvent s'opposer au vote à l'unanimité en faveur de l'indépendance de la Belgique. Au début de la révolution, les rattachistes pétitionnent depuis Mons, Liège et Verviers en faveur du rattachement pur et simple à la France. Dès décembre, certains rattachistes envisagent des solutions alternatives et lancent alors l'idée d'offrir la couronne du royaume de Belgique à Louis-Philippe. Devant le Congrès, Jean Pirmez, Charles Blargnies, François Lardinois, Pierre David, Goswin de Stassart et Louis Delwarde défendront ce projet. Le Congrès rejette néanmoins cette idée.
La seconde solution pour les rattachistes fut de soutenir la candidature du duc de Nemours, fils de Louis-Philippe Ier, au trône de Belgique,. Le Congrès national se rallia à cette option et élit le 3 février 1831 le duc de Nemours roi des Belges. Mais Louis-Philippe, craignant une guerre européenne dans laquelle la France serait isolée, refusa la couronne pour son fils. Ce refus déçut fortement les rattachistes. En juin 1831, ils tentent de prendre le pouvoir à Liège, mais échouent.
L'avènement de Léopold Ier en juillet 1831 ruina les espoirs d'un rapprochement avec la France. Le mouvement rattachiste perdit son influence dès la fin de 1831. Un certain nombre se réconcilient avec l'idée d'une Belgique indépendante mais la majorité d'entre eux y restèrent opposés, toujours principalement pour des raisons économiques. Certains s'allient alors aux orangistes, car « la Belgique n'est pas viable et, selon eux, le marché hollandais vaut mieux que pas de marché du tout ». Cette alliance leur permit de continuer à jouer un rôle.

### Courant intellectuel au sein du Mouvement wallon
Entre 1902 et 1905, Albert du Bois, écrivain et militant wallon, publie ses ouvrages Le catéchisme des Wallons. Nos droits. Nos devoirs. Nos espérances, La république impériale et Belges ou Français ? dans lesquels il plaide pour la réunion de la Wallonie à la France dès lors que l'identité des Wallons et des Français serait commune. Il est considéré comme le théoricien de l'irrédentisme français en Wallonie au sein du Mouvement wallon, considérant que la frontière franco-wallonne est purement artificielle et que la véritable mère patrie des Wallons est la France, comme l'atteste la proximité linguistique et culturelle évidente entre Français et Wallons.
Toujours au début du XXe siècle, le Mouvement wallon s'organise en vue de défendre l'usage de la langue française face à la montée du Mouvement flamand. Dans la foulée, les intellectuels et militants wallons s'interrogent sur l'utilité de faire évoluer les institutions belges et de mettre en place une séparation administrative. Dans ce cadre, certains envisagent la création d'un drapeau propre à la Wallonie et plaident pour faire référence au drapeau tricolore bleu-blanc-rouge de la France. En effet, en 1907, dans l’hebdomadaire liégeois francophile Le Réveil wallon, un témoin y propose que les Wallons adoptent le drapeau français bleu-blanc-rouge, qui serait marqué en son centre par un coq.

Cette idée obtient un certain écho et est suivie par plusieurs revues : la Revue française dirigée par Raymond Colleye arbore un coq sur sa première page ; en 1909, une nouvelle revue liégeoise se baptise Li Coq wallon ; en 1910, la revue universitaire L'Étudiant libéral affiche un coq aux ailes déployées comme symbole. En outre, en 1911, l'inauguration d'un monument commémorant la bataille de Jemappes met à nouveau le coq à l'honneur en Wallonie puisqu’il est surmonté par un coq gaulois chantant, en hommage aux soldats français qui ont combattu pour défendre les idéaux de la Révolution face aux troupes coalisées du Saint-Empire germanique soutenant l'Ancien Régime. Dans son discours prononcé lors de l'inauguration du monument, Jules Destrée déclare : « Chante coq gaulois, coq wallon ! Jette au loin ton cri d’éveil et d’espérance ! Dis ta fanfare allègre au travers des campagnes ! Donne aux trop endormis un sursaut de révolte ! Par l’amitié française et leur propre énergie, les Wallons d’aujourd’hui voudront vivre leur vie ! ».

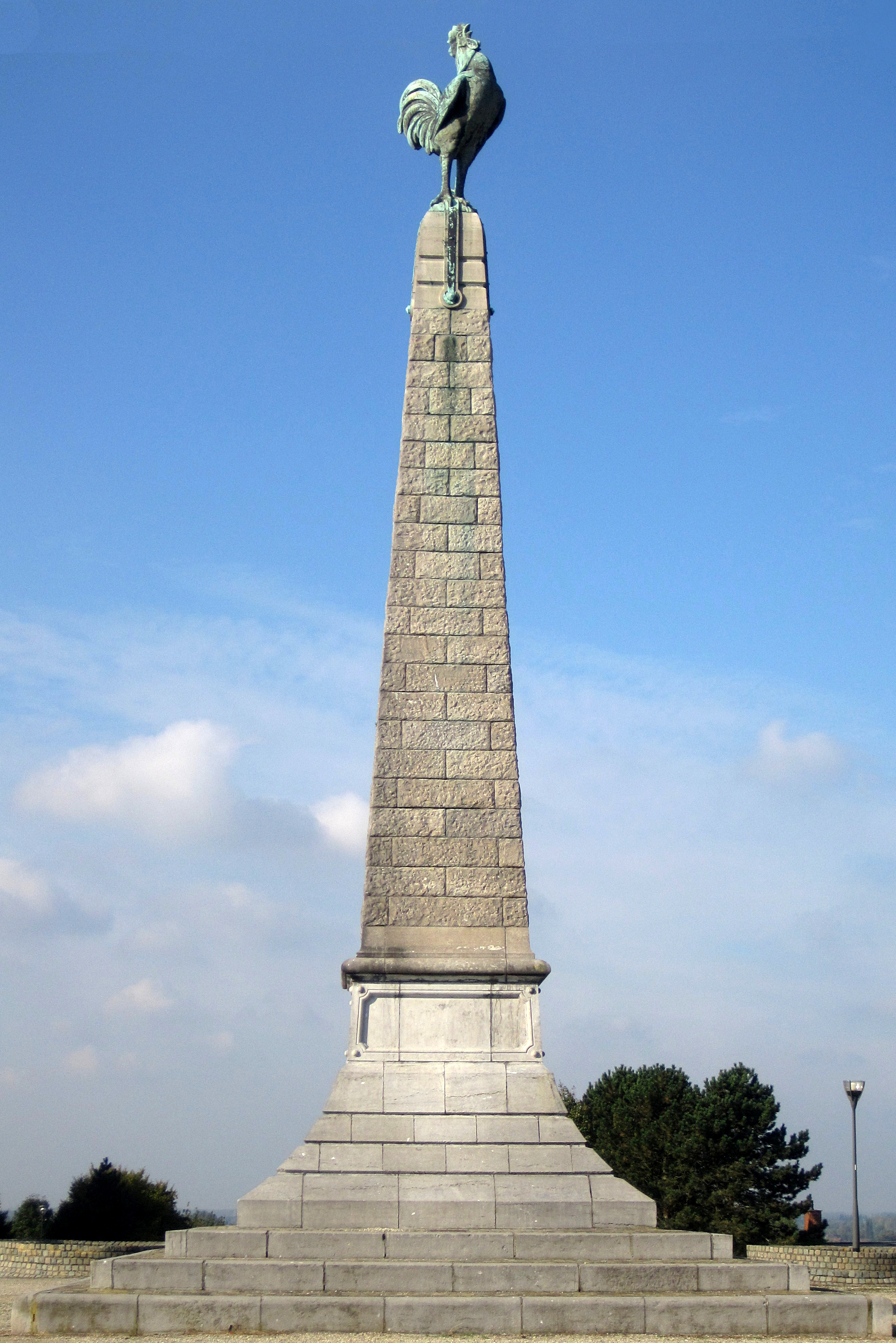
Monument aux morts français de Jemappes, surmonté du coq gaulois.

Ce choix témoigne de la francophilie des militants du Mouvement wallon et de leur attachement à la République française, dont le coq gaulois est l’un des symboles, aux d’origines gallo-romaines des Wallons, à leur adhésion à la culture française ainsi qu’aux idéaux de la Révolution et des Lumières.
En 1911, le poète français Pascal Bonetti partage cette analyse et déclare dans Le Figaro que les Wallons sont « des Français d’outre-frontière, postes avancés de notre langage, enfants perdus de notre idéal, et qui se sont dénommés eux-mêmes l’Avant-garde de la race latine ».

### Première Guerre mondiale
Pendant la Première Guerre mondiale et l'occupation de la quasi-totalité du territoire belge par l'armée allemande, des activistes wallons réfugiés en France tentent de formuler des propositions fédéralistes ou rattachistes, en particulier Raymond Colleye, influencé par Albert du Bois, qui a lancé en 1916 les revues La Wallonie puis L’Opinion wallonne (censurées à la demande du Gouvernement belge).

### Seconde Guerre mondiale

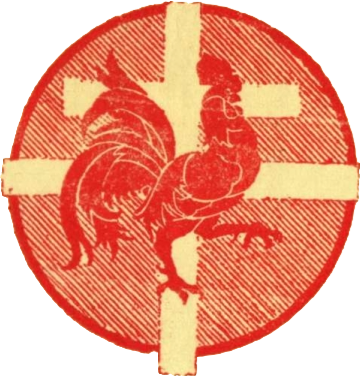
Emblème du mouvement de résistance Wallonie libre, inspiré de la France libre. Il s'agit du coq wallon inversé auquel est ajoutée une croix de Lorraine.

Lors de la Seconde Guerre mondiale, des militants wallons influencés par l'abbé Jules Mahieu créent en 1940 le mouvement de résistance Wallonie libre, imitant la France libre du général de Gaulle,, et posent des actes de résistance au cours de la guerre. Le groupe fut actif après la Libération. Certains de ses membres étaient en faveur de la réunion de la Wallonie à la France. L'emblème du mouvement était composé du drapeau wallon dont le coq est inversé et accompagné d'une croix de Lorraine en référence à la résistance française. Selon l'historienne Catherine Lanneau « dans l’imaginaire du Mouvement wallon, la référence gaulliste joue un rôle symbolique majeur : la Wallonie libre se veut un décalque de la France libre ».
Des résistants wallons, notamment Jules Mahieu et François Simon, ont échangé avec les milieux gaullistes pendant la guerre pour obtenir l'appui du général de Gaulle en vue d'une réunion de la Wallonie à la France dans le cadre d'un éventuel redécoupage territorial impliquant la Belgique. Un rapport sur l'état de la Wallonie a été communiqué à la France libre dans ce cadre. Le gouvernement belge en exil à Londres aurait formulé des menaces de rupture diplomatique auprès du général de Gaulle en raison de ces échanges entre des représentants de la France libre et des militants wallons.

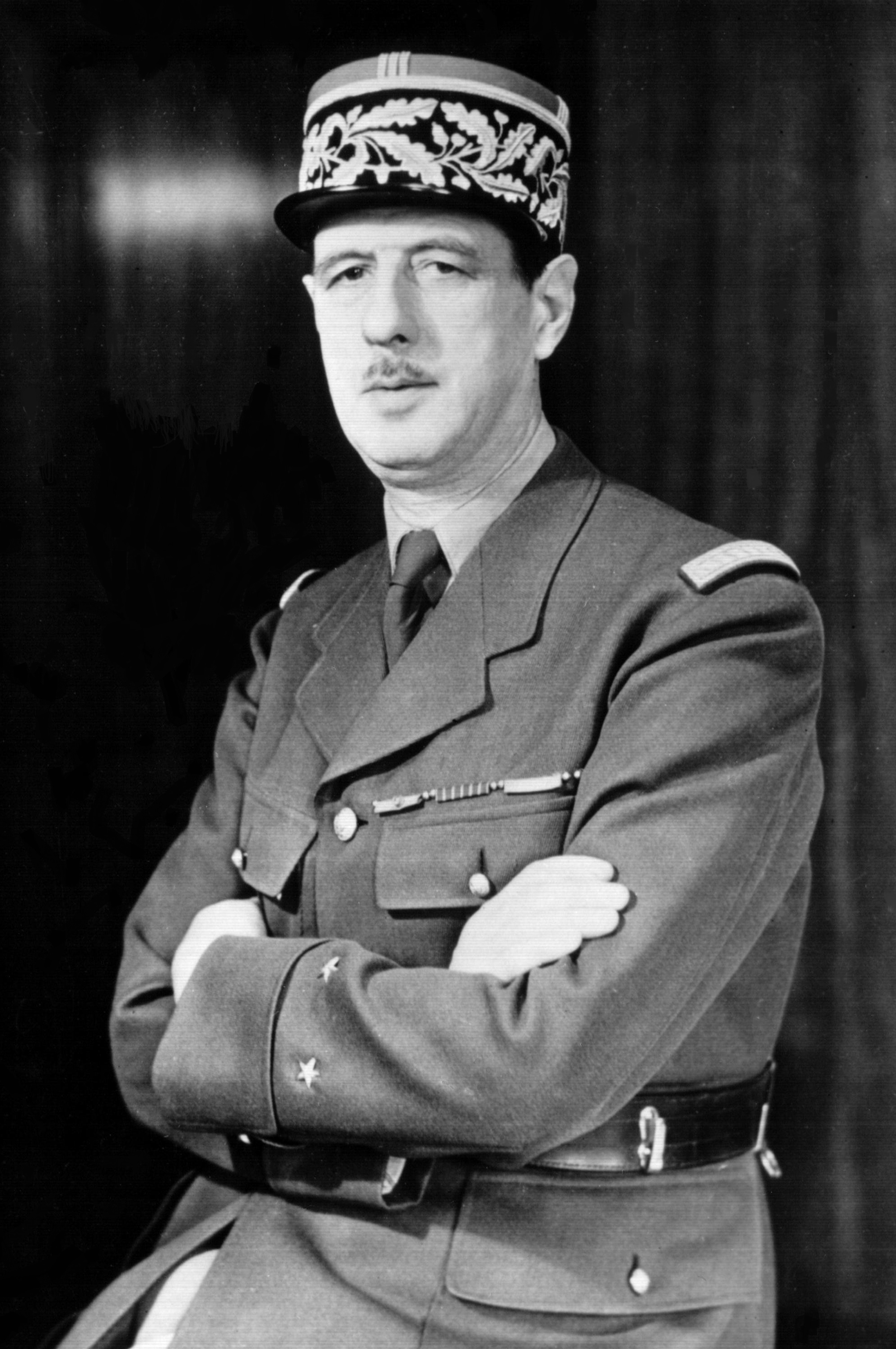
Portrait de Charles de Gaulle pris pendant la Seconde guerre mondiale.

Charles de Gaulle a confirmé avoir eu des échanges avec des représentants du Mouvement wallon. Il a indiqué à Alain Peyrefitte qu'une délégation de Wallons lui a demandé à la fin de la guerre de rattacher la Wallonie à la France compte tenu de la dégradation des relations entre Wallons et Flamands. Il a toutefois répondu qu'une telle demande devrait être formulée par les Wallons eux-mêmes ou leurs représentants légitimes. Il aurait déclaré : « Des Wallons m’avaient déjà demandé de les annexer à la fin de la guerre. Je n’ai pas voulu donner suite à leur démarche (…). Mais que les Wallons s’organisent pour défendre leur langue et leur culture, pour éviter que les Flamands ne leur marchent sur les pieds, nous n’y voyons aucune espèce d’inconvénient… Ou alors, il faudrait que les Flamands rendent la vie impossible aux Wallons, et qu’alors les Wallons se jettent dans nos bras. Mais nous n’avons surtout pas à bouger.
Ce serait trop facile de nous accuser de vouloir nous arrondir aux dépens de la Belgique. Je sais bien qu’après la Libération, il aurait suffi que je claque des doigts pour que la Wallonie demande son rattachement à la France. Mais justement, j’estimais qu’il ne m’appartenait pas de claquer des doigts. Il aurait fallu que les Wallons ou leurs représentants légitimes prennent l’initiative (…).
J’avais reçu une délégation de Wallons, bien décidée à préparer le rattachement. Elle m’avait expliqué que les Flamands étaient de plus en plus arrogants et finiraient par faire d’eux-mêmes sécession. C’est peut-être comme ça que ça finira. La Wallonie existe, mais il n’y a pas une nation wallonne, les Wallons n’ont jamais cherché à devenir un État. Ils demandent à être intégrés au sein de la République française, dont ils ont déjà fait partie (…).
Beaucoup de Wallons pensent qu’ils seraient mieux traités par la France que par la Flandre. C’est probable. Ils retrouveraient au sein de la France la fierté d’appartenir à une grande nation, la fierté de leur langue et de leur culture, le goût de participer aux grandes affaires du monde et de se battre pour de grandes causes humaines. »
Par ailleurs, durant l’occupation allemande, l'éditeur liégeois Georges Thone s'est rendu à Vichy pour proposer la perte définitive de l'Alsace et de la Lorraine annexées de fait par l'Allemagne nazie depuis 1940, mais avec la compensation de l'annexion de la Wallonie,,.

### Présidence de Charles de Gaulle
La branche réunioniste du Mouvement wallon a toujours été persuadée que le général de Gaulle était favorable à la réunion de la Wallonie à la France.
Sous la présidence de Charles de Gaulle, des militants rattachistes wallons ont tenté à plusieurs reprises d'obtenir auprès du président de la République un soutien en vue de faire progresser leur cause.
En 1961, en suite des grandes grèves en Wallonie, le chef syndical régionaliste André Renard dirigeant le Mouvement populaire wallon (MPW) est accusé de chercher l'appui des autorités françaises pour soutenir la cause wallonne, ce qui a dégradé les relations franco-belges.
En 1963, une délégation de Wallons a été reçue à Paris par le garde des Sceaux Jean Foyer pour discuter de leurs revendications autonomistes et rattachistes.
En 1967 ou 1968, dans le cadre de l'« affaire de Louvain », Robert Liénard, professeur à l'UCL, fut reçu par Charles de Gaulle et l'interrogea sur l'opportunité de rattacher la Wallonie à la France compte tenu de la crise communautaire que connaissait la Belgique. À cette occasion, le président de la République aurait indiqué que cette hypothèse constituait sans doute la seule solution pour les Wallons mais qu'une telle démarche ne serait envisageable qu'en suite d'une demande officielle d'une autorité représentative de la Wallonie,.
Par ailleurs, un réseau de hauts-fonctionnaires français appelé « lobby québécois » s'est constitué en vue de renforcer les échanges entre la France, le Québec et la Wallonie. Parmi ses membres figure notamment Philippe Rossillon qui se définit comme gaulliste de gauche et qui, grâce à son association Patrie et Pogrès, a soutenu le Mouvement wallon et l'irrédentisme. Selon l'historienne Catherine Lanneau, il est vraisemblable que contacts aient eu lieu entre des militants wallons et des ministres gaullistes tels que Michel Debré, Alain Peyrefitte et Pierre Messmer.
En février 1968, Jean Lambotte, consul général de France à Liège où le Mouvement wallon est particulièrement actif, note que « l’affaire de Louvain est pour les francophones (…) la première rupture flagrante d’un compromis sur lequel ils s’endorment vu les promesses de 1962. Elle leur révèle aussi un esprit de conquête chez les Flamands ». Il a également relevé que la population wallonne ne se satisfait plus de l’unitarisme ni du fédéralisme et qu’il ne reste donc qu’une solution, le rattachisme et que cette dernière solution est notamment exprimée par la bourgeoisie.

### Activisme rattachiste en Wallonie depuis 1945
Le rattachisme revint en force durant la question royale lorsque le Congrès national wallon des 20 et 21 octobre 1945 vota en faveur de la réunion de la Wallonie à la France. Avant de se rallier in fine au fédéralisme.
Le rattachisme resta par la suite un courant important du Mouvement wallon et du parti du Rassemblement wallon qui obtint dans les années 1970 près de 20 % des suffrages exprimés, devenant ainsi le second parti de Wallonie.
En 1986, Maurice Lebeau a créé le « Mouvement wallon pour le retour à la France » (MWRF) qui organise des manifestations devant le monument de l'Aigle blessé (Lasne) et à Jemappes, en souvenir la bataille de 1792.

Le réunionisme était également défendu par le parti FRANCE, créé en novembre 1994 par quatre membres du MWRF. Il s'est présenté aux élections législatives anticipées de mai 1995 en province de Liège, avec à sa tête Henri Mordant, journaliste, ancien député et ancien président du Rassemblement wallon. Le parti FRANCE prônait l'indépendance de la Wallonie comme étape avant le rattachement, sans proposer la réunion de Bruxelles à la France. Il s'est à nouveau présenté, dans presque tous les arrondissements de Wallonie, aux élections législatives de mai 1999.

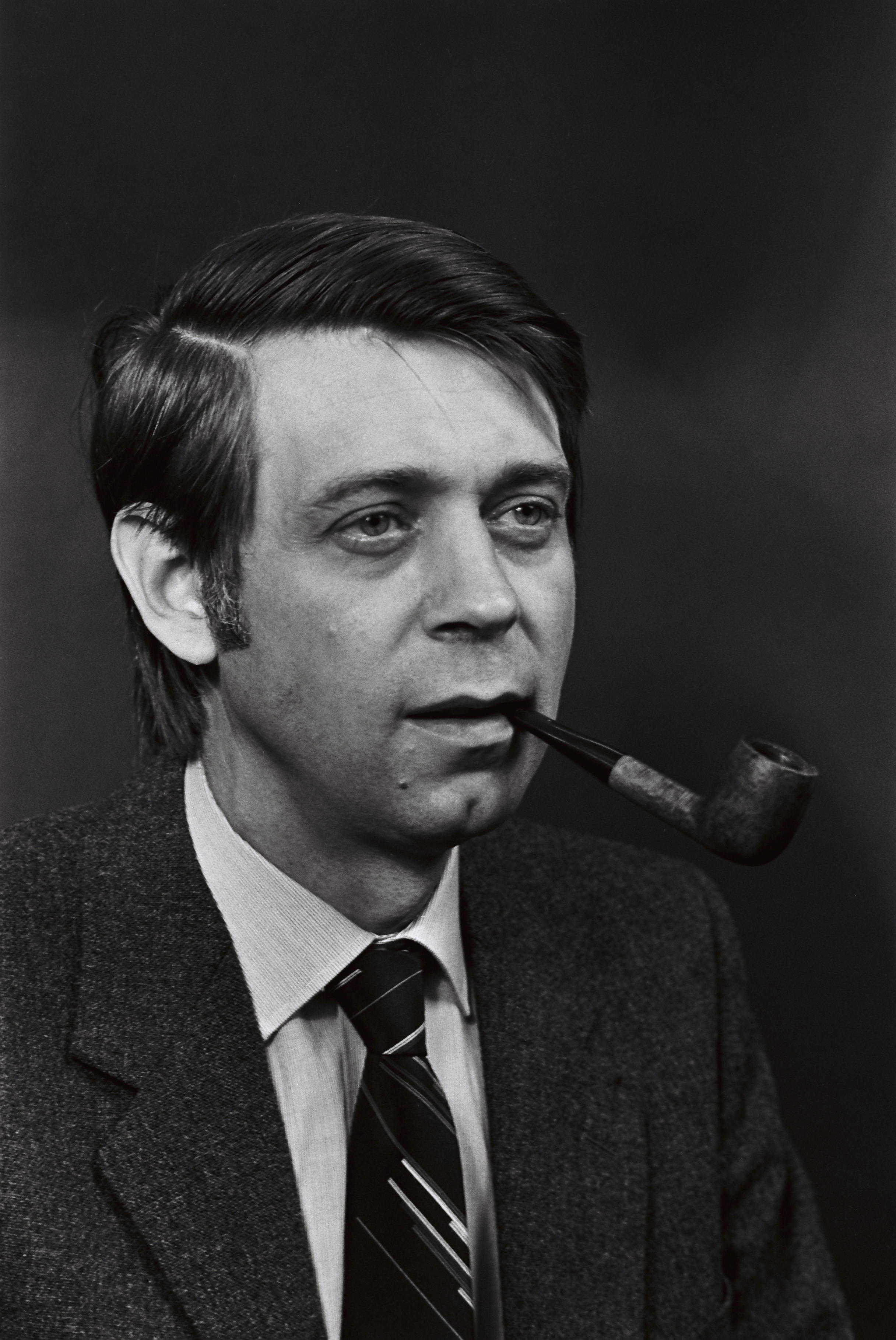
Paul-Henry Gendebien, fondateur du Rassemblement Wallonie-France, en 1979.

En 1999, en réaction au vote par le Parlement flamand des cinq résolutions préconisant l’adoption d’un système confédéral en Belgique, un nouveau parti militant pour la réunion de la Wallonie et de la Région bruxelloise à la France fut créé : le Rassemblement Wallonie France (RWF) dont la section bruxelloise se nomme le « Rassemblement Bruxelles-France » (RBF). Son président fondateur est Paul-Henry Gendebien, un descendant d’Alexandre Gendebien. À la suite de la création du RWF, et pour éviter une concurrence fatale entre partis partageant le même idéal, plusieurs membres fondateurs de FRANCE ont quitté ce parti pour rejoindre le RWF en 2000 et 2001. Le RWF est depuis lors le principal mouvement politique actif en Belgique francophone pour défendre l'option réunioniste.
Le projet politique du rattachement de la Belgique française (Wallonie + Bruxelles) à la République française reçoit en juillet 2008 le soutien d'un ancien élu libéral du Mouvement réformateur (MR), Daniel Ducarme, délégué MR pour les Belges de l'étranger. Selon lui une loi organique portant sur le statut d'autonomie de la Belgique française offrirait un statut viable à même de recevoir l'adhésion de la population wallonne en référence à la politique française envers les collectivités territoriales d’outre-mer.
Le 9 mai 2009, Jules Gheude, essayiste politique, appelant la population à rallier l'idée du ralliement de toute la Wallonie à la France, a présidé, dans un amphithéâtre de l'université de Liège, ce qu'il a appelé les États généraux de Wallonie. Cette initiative visant à préparer les esprits wallons à l'après-Belgique a rallié quelque cent cinquante personnes qui ont pu analyser, de manière fouillée, les trois scénarios suivants : un État wallon indépendant, un État Wallonie-Bruxelles, la réunion de la Wallonie à la France. 74,4 % des participants se sont prononcés en faveur de la dernière option (16,2 % pour un État wallon indépendant et 9,4 % pour un État Wallonie-Bruxelles,. En février 2010, Jules Gheude a créé le Groupe d'Études pour l'intégration de la Wallonie à la France (GEWIF),.

## Partis politiques rattachistes contemporains

Logo officiel du Rassemblement Wallonie-France (RWF) qui représente le coq wallon au centre de l'Hexagone français.

Depuis 1999, le projet de réunir la Wallonie à la France est principalement soutenu par le Rassemblement Wallonie France (RWF), dont la section bruxelloise se nomme « Rassemblement Bruxelles-France » (RBF).
Le RWF souhaite que la Wallonie (éventuellement accompagnée de la région de Bruxelles, sous un statut particulier) devienne une région française à part entière,  au même titre, par exemple, que la Bretagne, les Hauts-de-France et la Normandie, et que les provinces wallonnes deviennent des départements français (comme ce fut le cas entre 1795 et 1814).
Aux élections régionales de 2004, le RWF obtint 1,02% des voix sur l'ensemble de la Région wallonne, tandis que le parti FRANCE, autre parti rattachiste, reçut 0,14% des voix. Lors des élections régionales de 2009, le score du RWF a légèrement augmenté pour atteindre 1,39% des voix, mais il a régressé lors des élections régionales suivantes de 2014 où il n'a obtenu que 0,48% des suffrages exprimés.
Depuis ce dernier scrutin, le RWF est resté un mouvement politique actif sur le web et dans les médias sans pour autant présenter de liste aux élections de 2019 et 2024. Il publie régulièrement sur son site web ainsi que sur les réseaux sociaux (X, puis Bluesky) des articles sur la situation politique belge et le réunionisme.

## Situation actuelle dans l'opinion wallonne et bruxelloise

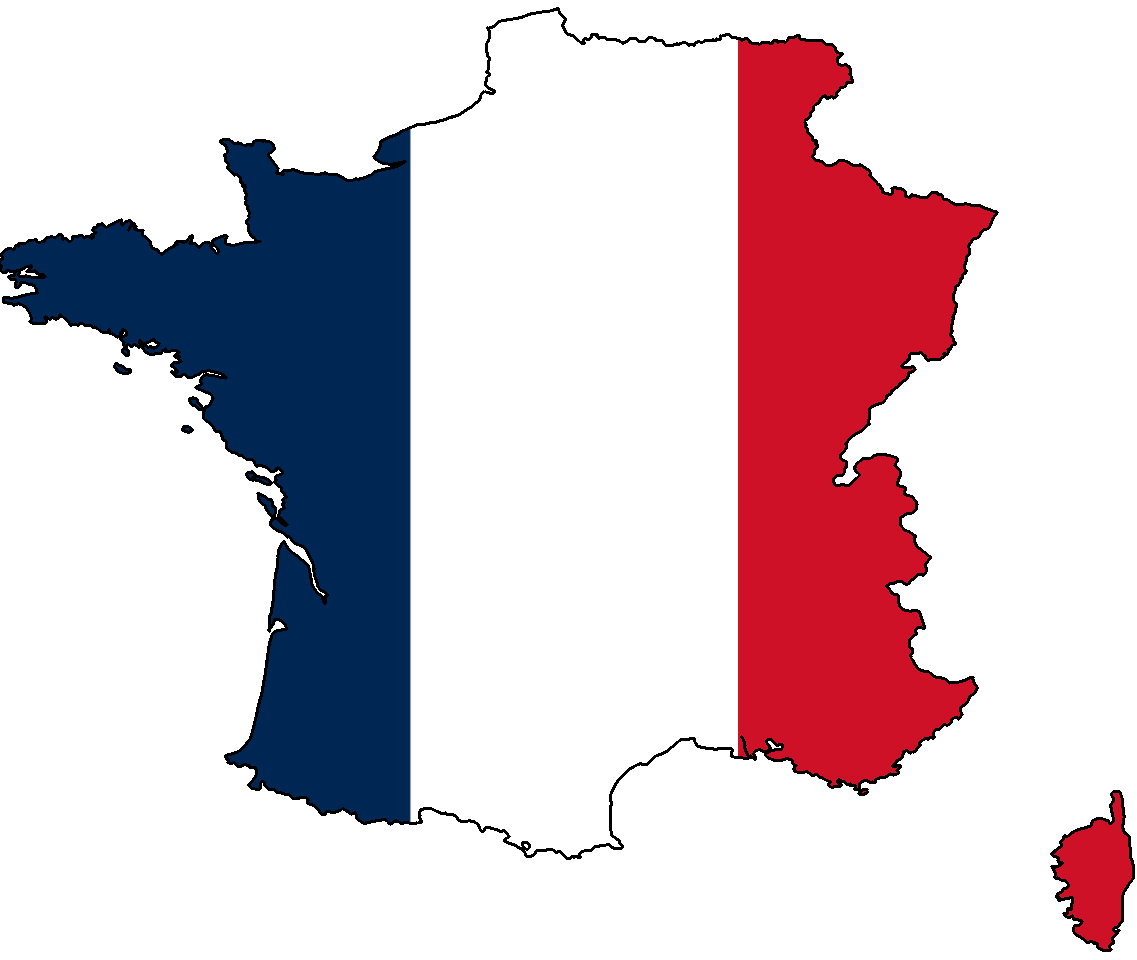
Carte de la France avec la Wallonie aux couleurs du drapeau français tricolore bleu-blanc-rouge.

Les rattachistes mettent en valeur les résultats du sondage IFOP, publié le 29 juillet 2008 dans le quotidien belge Le Soir et dans celui du Nord-Pas-de-Calais La Voix du Nord, qui révèle qu'en cas d'indépendance de la Flandre, 49 % des francophones de Belgique deviendraient favorables à un rattachement à la France de même que 60 % des Français, alors que le personnel politique des deux côtés de la frontière est extrêmement minoritaire à partager ce point de vue. Ces chiffres atteignent là un nouveau record. Il est rappelé que ces mêmes francophones souhaitent que la Flandre ne prenne pas son indépendance et que la Belgique survive. Dans une interview publiée le même jour sur le site internet du Figaro, Pascal Delwit, professeur en science politique à l'ULB, explique que « la société belge est aux antipodes du modèle français », mais en admettant que « culturellement le rapprochement est évident ». Par ailleurs, le journal satirique Pan n'hésite pas à qualifier ce sondage de canular en faisant remarquer que le respect des critères de la législation belge en matière de sondage des citoyens interrogés n'a pas été prouvé, limitant l'opération à 500 personnes choisies arbitrairement, et que la publication en a été faite dans le journal français qui l'avait organisé de sa propre initiative.
Un sondage, réalisé par Dedicated Research pour Le Soir et la RTBF du 5 au 10 septembre 2008, révèle que 9 % des Wallons souhaitent que la Région wallonne soit progressivement rattachée à la France ; 15 % pensent que cette possibilité a le plus de chance de se réaliser dans les 15 ans à venir.
Un autre sondage IFOP réalisé après les élections belges de 2010 auprès de 502 Wallons de plus de 18 ans, révèle que 32 % des sondés sont favorables au rattachement de la Wallonie à la France, mais seulement en cas d'éclatement de la Belgique.
Plusieurs personnalités belges francophones ont fait part de leurs idées favorables au rattachement de la Wallonie à la France, ou ont indiqué publiquement ne pas l'exclure. En 1996, Claude Eerdekens a indiqué à la Chambre des représentants que « si une majorité de Flamands pensent comme vous, alors les heures de pays sont comptées. (…) Nous, Wallons, sommes fiers de nous trouver à côté d’un grand pays comme la France. Si vous voulez que la France se trouve aux portes de Bruxelles, alors allez-y ».
Par ailleurs, Daniel Ducarme a proposé en 2007 la création d'une « Belgique française » qui serait une association à la France de la Wallonie et de la Région bruxelloise sous la forme d'un statut particulier autorisé par la Constitution française.

## Rattachisme en France

### Personnalités favorables au rattachisme
En France, des personnalités, en ce compris des présidents de la République et des candidats à l'élection présidentielle, se sont exprimées sur le sujet, indiquant être favorables à la réunion de la Wallonie à la France, ou ne l'excluant pas. Parmi ces personnalités figurent notamment Charles de Gaulle, Jacques Chirac, Alexandre Adler, Jacques Attali, Jean-Pierre Chevènement, Nicolas Dupont-Aignan, Michel Jobert, Marine Le Pen, Jean-Luc Mélenchon, Jacques Myard, Éric Zemmour et Édouard Balladur.
Selon Alain Peyrefitte, le général de Gaulle avait des idées favorables à la réunion de la Wallonie à la France dans l'hypothèse d'un éclatement de la Belgique, tout en estimant que les Wallons devaient prendre l'initiative de la demande de rattachement. Il aurait déclaré que « la Wallonie existe, mais il n'y a pas une nation wallonne. Les Wallons n'ont jamais cherché à devenir un État. Ils demandent à être intégrés au sein de la République française, dont ils ont déjà fait partie (…). Beaucoup de Wallons pensent qu'ils seraient mieux traités par la France que par la Flandre. C'est probable. Ils retrouveraient au sein de la France la fierté d'appartenir à une grande nation, la fierté de leur langue et de leur culture, le goût de participer aux grandes affaires du monde et de se battre pour de grandes causes humaines. Toutes choses qu'ils ont perdues dans leur association contre nature, imposée par les Anglais, avec les Flamands qui ne les aiment pas et qu'ils n'aiment pas. Pour les besoins de l'unité de la Belgique, on a raboté ce qu'ils avaient de différent. Ils en sont frustrés ».
François Mitterrand a eu des échanges avec des hommes politiques wallons au sujet de la possibilité de réunir la Wallonie à la France, bien qu'il aurait refusé de prendre l'initiative de remettre en cause l'existence de la Belgique afin de ne pas provoquer de modification de frontières. Il a cependant entretenu des relations privilégiées avec le chef de l'exécutif wallon Guy Spitaels pendant son mandat en vue de renforcer les liens entre la France et la Wallonie.
Jean-Pierre Chevènement, qui était également proche de François Mitterrand, a déclaré que « si les francophones le souhaitaient et le demandaient par référendum et si, en toute hypothèse, les Flamands prenaient leur indépendance – conditions qui ne sont pas aujourd’hui réunies -, je trouverais juste de les accueillir dans la République française sous un statut à déterminer. Ce pourrait être le statut actuel avec un simple rattachement de la sécurité sociale wallonne à la sécurité sociale française. Mais ceci mériterait naturellement que l’on regarde cette éventualité de plus près le cas échéant ». Il a aussi rendu visite à des militants wallons rattachistes en 1996, aux côtés de Jacques Legendre, représentant du RPR, et du gaulliste Philippe de Saint Robert.
Selon le journal Le Monde, Jacques Chirac était partisan de la réunion de la Wallonie à la France, notamment en raison d'échanges noués entre Philippe Séguin et des hommes politiques wallons, notamment Jean Gol.

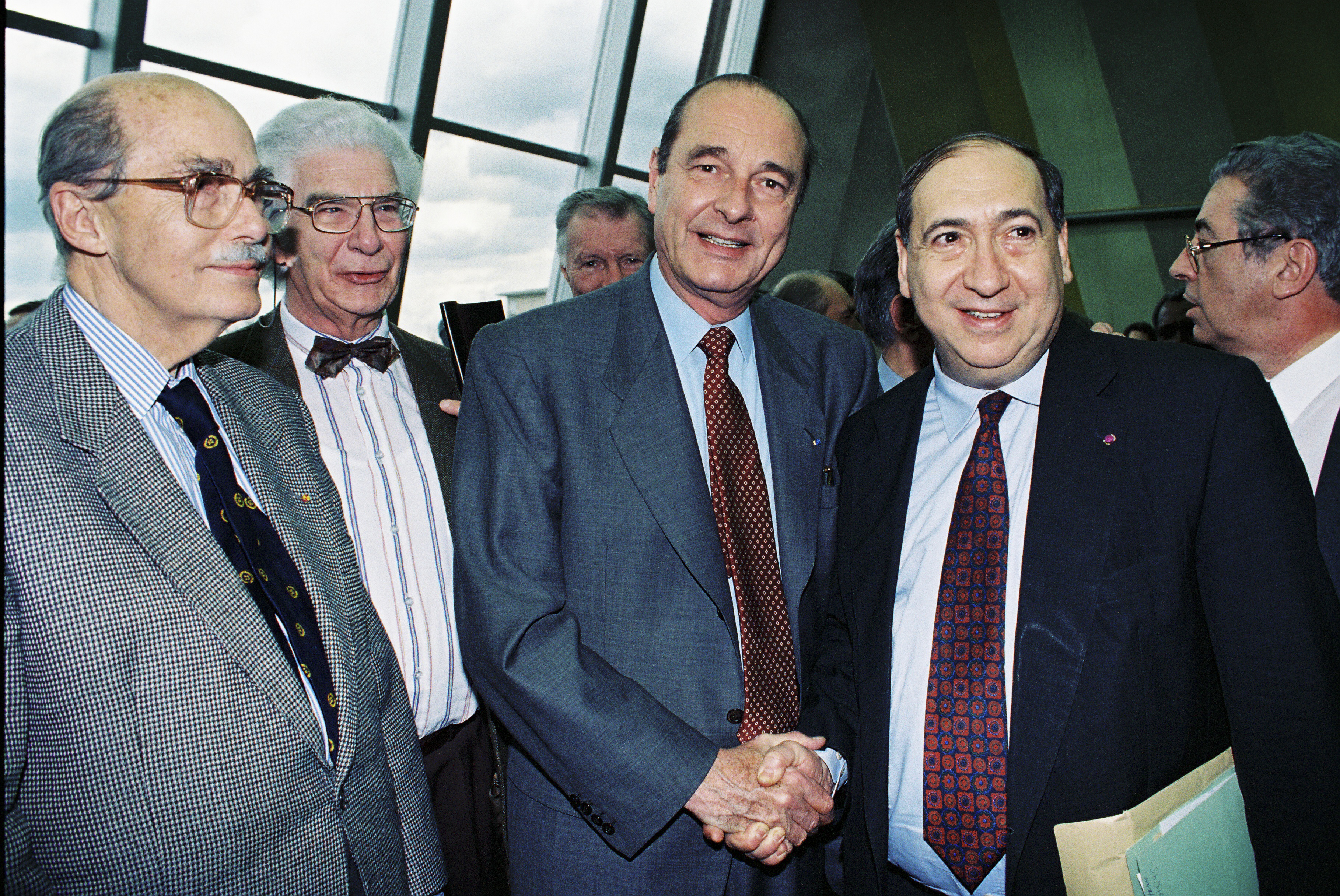
Jacques Chirac et Jean Gol en 1995.

Jules Gheude indique que le 3 juin 1996, Jacques Chirac a déclaré, recevant une délégation liégeoise à l’Élysée, : « Je voudrais surtout vous dire que Liège occupe une place à part dans le cœur des Français. Ces liens ont été tissés par l’Histoire. Dans toutes les épreuves, vous avez été à nos côtés. (…) J’irai plus loin ; c’est une région qui fait honneur à la culture française. Aujourd’hui, ce ne sont pas des visiteurs étrangers qui sont présents à l’Elysée mais des compagnons, des frères ».
Par ailleurs, alors que la Belgique connaissait une crise communautaire en 2011 en raison de désaccords institutionnels entre partis flamands et francophones, Marine Le Pen a déclaré publiquement : « il est de la responsabilité de la France et des Français de tendre la main aux Wallons (…). Si la Belgique venait à éclater, si la Flandre prenait son indépendance, hypothèse de plus en plus crédible, la République française s'honorerait d'accueillir en son sein la Wallonie (…) Les liens historiques et fraternels qui unissent nos deux peuples sont trop forts pour que la France abandonne la Wallonie »,.
Pendant la campagne pour l'élection présidentielle de 2012, Jean-Luc Mélenchon a déclaré être favorable au rattachement de la Wallonie à la France, précisant que « si les Wallons sont rejetés par les Flamands, ils doivent savoir que des gens comme moi seraient fous de joie de vivre dans le même pays qu'eux » et « je crois que le cœur des Wallons est majoritairement républicain ».
En février 2022, lors d’un déplacement à Bruxelles pendant la campagne présidentielle, Eric Zemmour a déclaré être favorable au rattachement de la Wallonie à la France, réitérant une position dont il avait déjà fait part dans son ouvrage Mélancolie française (2010) dans lequel il a souligné que la Belgique est une construction artificielle créée sous l’impulsion du Royaume-Uni après la chute de Napoléon. La Belgique est selon lui « la RDA de la France, (…), un arlequin diplomatique bricolé sans conviction par Talleyrand » dont la disparition est inéluctable. Il estime qu’une réunion de la Wallonie à la France permettrait à cette dernière de retrouver son rang sur la scène internationale et de renforcer sa position économique et démographique par rapport à l’Allemagne,,.
En 2010, Nicolas Dupont-Aignan a indiqué que « la France se prépare à l’accueil éventuel de nos cousins wallons si ces derniers en avaient le désir » et que « la Belgique a été créée comme État tampon à une époque où il y avait en Europe des nationalismes dangereux. Tout ceci devrait se faire de manière apaisée. Je propose aux Wallons une famille recomposée. Bruxelles, c’est évidemment plus compliqué, mais il est important pour les Wallons de savoir que les Français sont à leurs côtés ».

### Le rattachisme au sein l'opinion française
L'ensemble des sondages réalisés en France pour demander aux citoyens français s'ils seraient d'accord avec l'idée de réunir la Wallonie à la France ont montré qu'une majorté de la population française y serait favorable.
Selon un sondage de l’IFOP réalisé auprès de 1 006 personnes, interrogées du 5 au 7 juin 2010, deux Français sur trois (66 %) sont pour le rattachement des provinces wallonnes à la France si les élections du dimanche 13 juin 2010 débouchaient sur l'éclatement de la Belgique.
Un autre sondage réalisé les 14 décembre 2010 et 15 décembre 2010 par La Voix du Nord révèle que 61 % des habitants du Nord-Pas-de-Calais sont partisans d'un rattachement de la partie francophone de la Belgique à la France.

## Littérature rattachiste
- Paul-Henry Gendebien, Une certaine idée de la Wallonie, Édition longue vue - Bruxelles, 1987
- Paul-Henry Gendebien, Splendeurs de la Liberté, Éditions Quorum, Gerpinnes, 1999
- Paul-Henry Gendebien, Le Choix de la France, Éditions Luc Pire, 2002
- Paul-Henry Gendebien, La Belgique : dernier quart-d'heure ?, Éditions Labor, 2006
- Paul-Henry Gendebien, Wallons et Bruxellois, ensemble avec la France !, Éditions Cortext, 2008
- Paul-Henry Gendebien, La Raison et la cœur. Oui à la France, Éditions Mols, 2010
- Paul-Henry Gendebien, Demain la Wallonie avec la France. Vers la réunification française. (https://www.rwf.be/wp-content/uploads/2017/01/Livre-Phg-def-23-mai-2015.pdf)
- Jules Gheude, L'incurable mal belge sous le scalpel de François Perin, éd. Mols, 2007, 479 p.
- Jules Gheude, Le choix de la Wallonie, éd. Mols, 2008
- Jules Gheude, Quand les Wallons s'éveilleront, éd. Mols, 2009, 334 p.
- Jules Gheude, Le Petit Guide de l'après-Belgique, éd. Mols, 87 p.
- Jules Gheude, On l'appelait Belgique, Mon Petit Éditeur, 2011, 129 p.
- Jacques Lenain, Wallonie et Bruxelles : le destin de la Belgique française (www.belgique-francaise.fr)
- Georges Jarbinet, 1795-1975, 180e anniversaire de la réunion du pays de Liège à la France, catalogue de l'exposition organisée par la section liégeoise de Wallonie Libre, Liège, 1975.
- Pierre René Mélon, Petit glossaire de la sous-France, Talus d'approche, 2000, 158 p.
- André Patris, Wallon, qui es-tu ?, La Longue Vue, 1990, 111 p.
- Pierre Ruelle, Un certain amour de la France, Paris, Berger-Levrault, 1987.
- André Schreurs, Liège, terre de France, Liège, éd. Jeune France, 1948.
- René Swennen, Belgique Requiem, Julliard, 1980, 157 p. Rééd. La Table Ronde, 2007.
- René Swennen, Belgique requiem, suite et fin ?, Éditions Complexe, 1999, 106 p.